# Pleurothallis schweinfurthii
Pleurothallis schweinfurthii là một loài thực vật có hoa trong họ Lan. Loài này được Garay miêu tả khoa học đầu tiên năm 1954.

## Hình ảnh

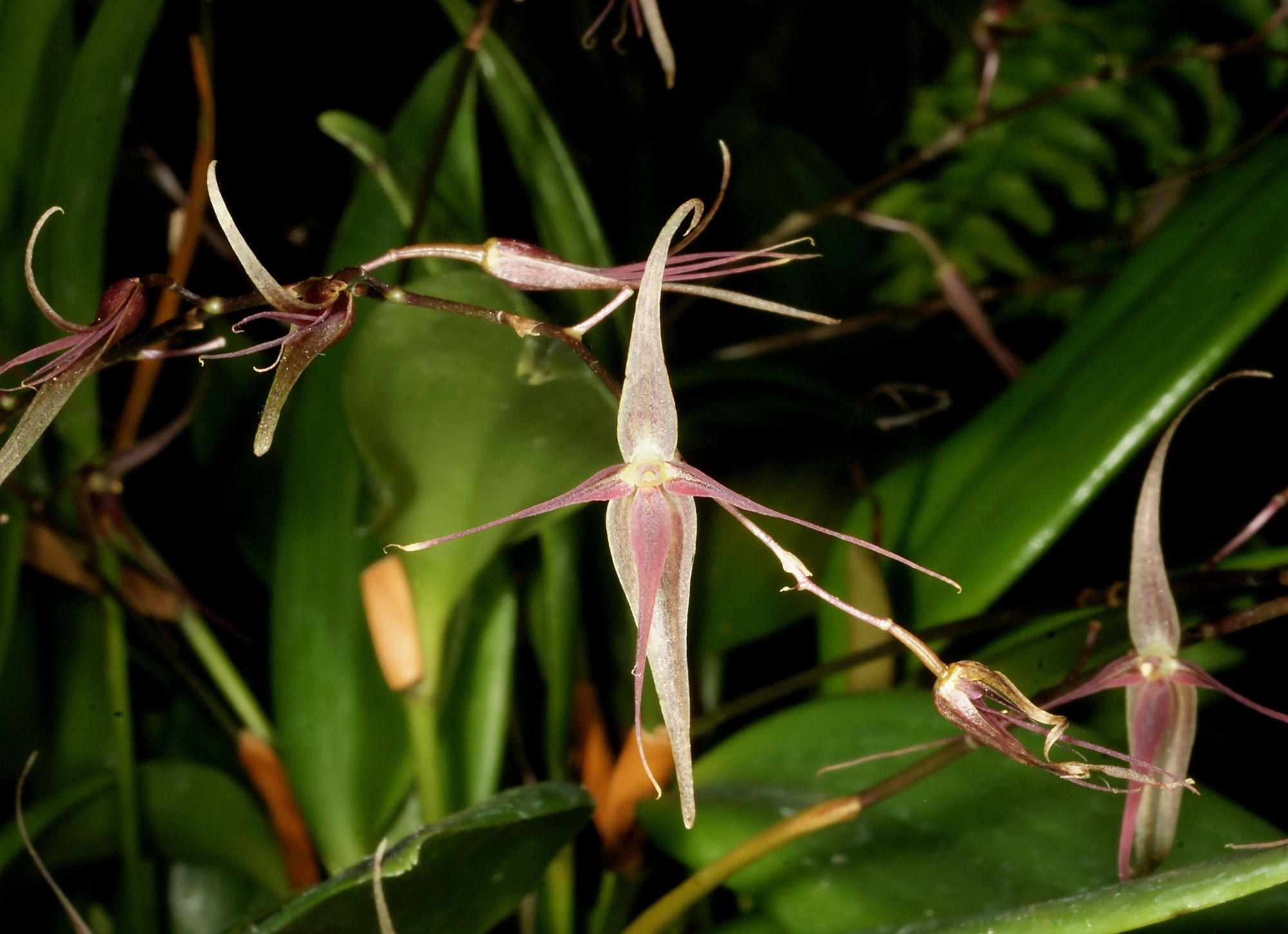